# Шамплейн
Шампле́йн (англ. Champlain) — озеро на границе США и Канады, на большей части своей 172-километровой длины составляющее границу между штатами Вермонт и Нью-Йорк. Ширина — около 20 км, площадь — 1130 км², глубина до 122 м. Стекает в реку Святого Лаврентия. На озере стоит город Берлингтон. Занимает 13-е место в списке крупнейших по площади озёр США.
Названо в честь Самюэля де Шамплена, посетившего его в 1609 году. В 1755 году французы построили на берегу озера форт Тикондерога. 11 октября 1776 года на озере произошло первое столкновение американского и британского флотов. В 1823 году открыт канал Шамплейн, соединивший озеро с Гудзоном.
На озере расположены около 80 островов, крупнейшие из которых — Саут-Херо, Норт-Херо, Айл-ля-Мот. На островах и небольшом полуострове расположен округ Вермонта — Гранд-Айл.